# بيلي موراي (ملاكم)
بيلي موراي (بالإنجليزية: Billy Murray)‏ (18 أبريل 1892 - 4 مارس 1926) هو ملاكم أمريكي.

## وصلات خارجية
- بيلي موراي على موقع بوكس ريك (الإنجليزية) (registration required)